# 溪潭镇
溪潭镇是中国福建省宁德市福安市下辖的一个镇。

## 行政区划
溪潭镇共辖1个居委会、34个行政村，分别是：
廉明社区、溪填村、城山村、溪北村、马山村、双峰村、凤林村、濑头村、濑尾村、濑洋村、岔口村、前浦村、仙石村、廉村、兰田村、王里村、洪口村、上湾村、洋头村、沙岩村、陈家山村、张家山村、西隐村、岳秀村、岐山村、磻溪村、下庄村、院前村、西安村、瓜溪村、芹洋村、吉坑村、岭头村、华岩村和周家山村。

## 文化
廉村为中国历史文化名村之一。唐代“开闽第一进士”薛令之的故乡，具有明清建筑风貌、古代商埠特色、传统古堡防御和完整宗族聚居体系的山水田园传统村落。2012年，廉村被评为首批“中国传统村落”。